# Eurylaime rouge et noir
Cymbirhynchus macrorhynchos
Genre
Espèce
Statut de conservation UICN

 LC  : Préoccupation mineure
L'Eurylaime rouge et noir (Cymbirhynchus macrorhynchos) est une espèce d'oiseau appartenant à la famille des Eurylaimidae. C'est la seule espèce du genre Cymbirhynchus.

## Description
L'eurylaime rouge et noir mesure jusqu'à 25 cm de long de la tête à la queue.

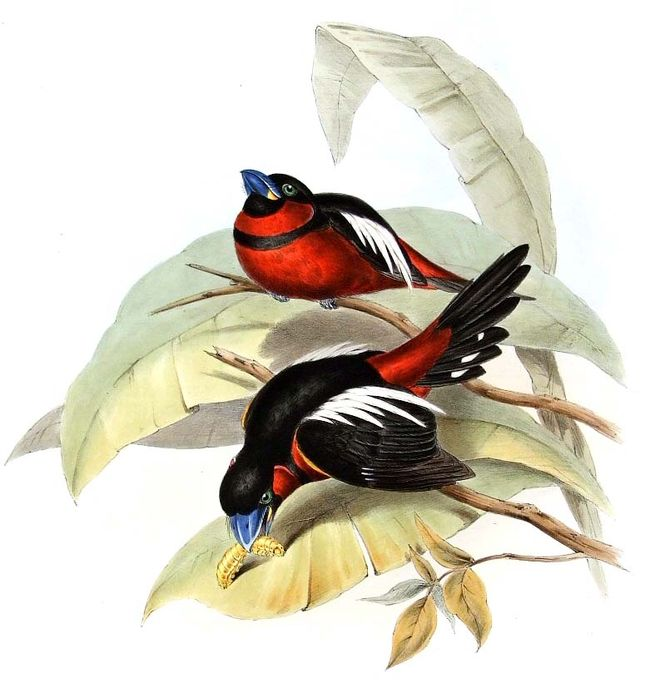
Eurylaime rouge et noir, illustration de John Gould (1804-1881)

Il a le dos et la tête noirs, les ailes noires et blanches et la queue rouge, noire et blanche. Son bec est bleu, jaune à la base.

## Alimentation
Cet eurylaime mange essentiellement des insectes et parfois quelques invertébrés.

## Reproduction
Cet oiseau construit un nid en forme de sac accroché à l'extrémité d'une branche. La femelle y dépose 2 à 3 œufs qu'elle couve.

## Répartition

Carte de répartition de l'Eurylaime rouge et noir

C'est un oiseau que l'on trouve dans toute l'Asie du Sud-Est.

## Habitat
Il vit dans les forêts tropicales et les mangroves. Il aime être au bord de l'eau.

## Sous-espèces

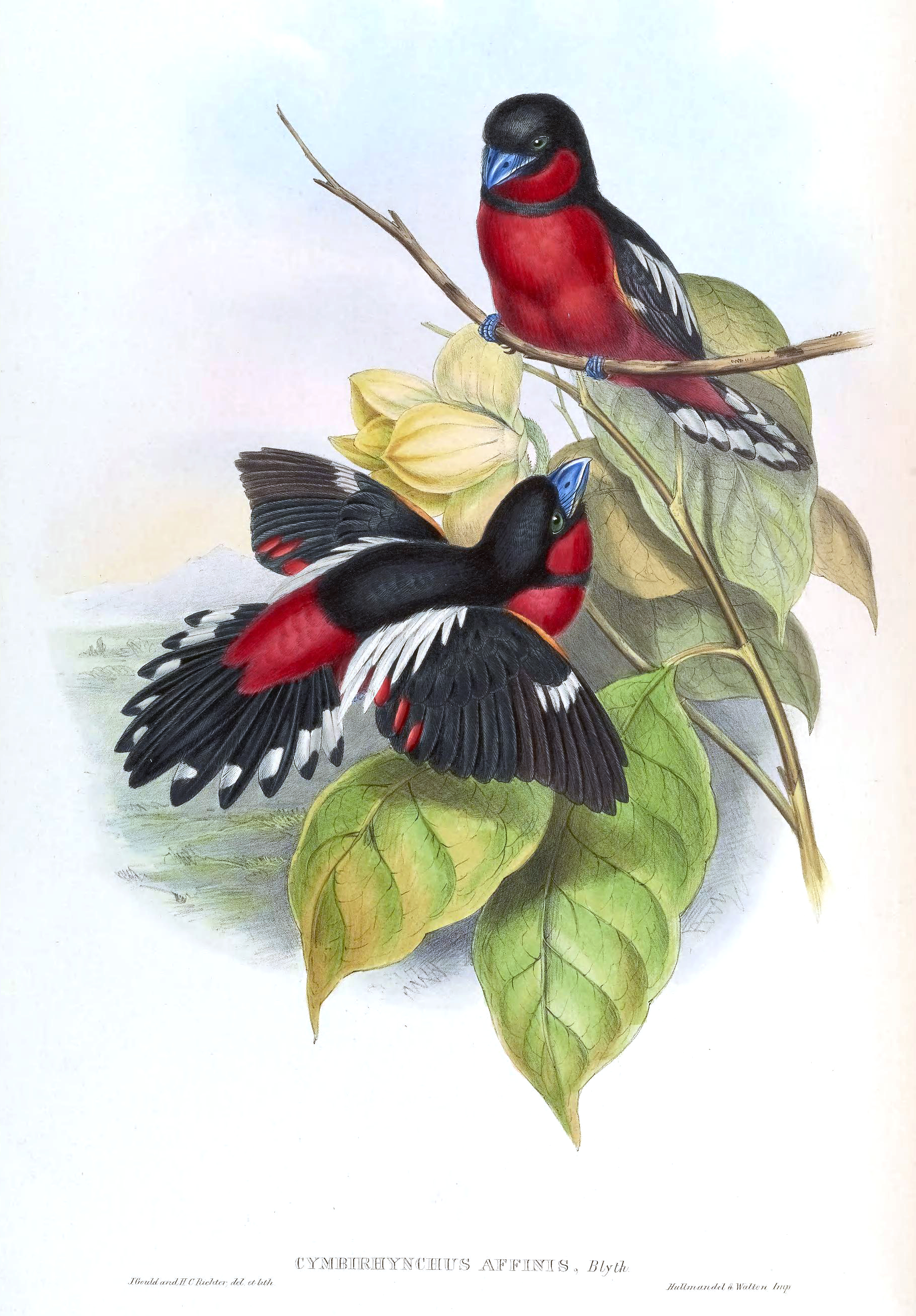
Sous-espèce C.m. affinis

Selon la classification de référence du Congrès ornithologique international (14.2, 2024), il se répartit en quatre sous-espèces :
- Cymbirhynchus macrorhynchos affinis Blyth, 1846 — sud-ouest de la Birmanie ;
- Cymbirhynchus macrorhynchos siamensis Meyer de Schauensee & Ripley, 1846 — sud de l'Indochine ;
- Cymbirhynchus macrorhynchos malaccensis Salvadori, 1874 — péninsule Malaise
- Cymbirhynchus macrorhynchos macrorhynchos (Gmelin, 1788) — Sumatra, Bangka, Belitung, Laut et Bornéo